# Echinorhynchus hexagrammi
Echinorhynchus hexagrammi är en hakmaskart som beskrevs av Beava 1965. Echinorhynchus hexagrammi ingår i släktet Echinorhynchus och familjen Echinorhynchidae. Inga underarter finns listade i Catalogue of Life.